# Palicourea mapiriensis
Palicourea mapiriensis är en måreväxtart som beskrevs av Paul Carpenter Standley. Palicourea mapiriensis ingår i släktet Palicourea och familjen måreväxter.
Artens utbredningsområde är Bolivia. Inga underarter finns listade i Catalogue of Life.